# Tupaia longipes
Tupaia longipes é uma espécie de mamífero arborícola da família Tupaiidae. Endêmica da ilha de Bornéu (Indonésia, Brunei e Malásia).